# (10319) Toshiharu
(10319) Toshiharu (1990 TB1) – planetoida z pasa głównego asteroid okrążająca Słońce w ciągu 3,45 lat w średniej odległości 2,28 j.a. Odkryta 11 października 1990 roku.